# Простір Фока
Про́стір Фо́ка — абстрактний Гільбертів простір, базис якого складають усі можливі стаціонарні квантові стани усіх можливих частинок з урахуванням їхньої нерозрізнюваності.
Одним із базисних станів простору Фока є нульовий стан. Стани частинок утворюються при дії на нульовий стан операторів народження.
Названий на честь радянського фізика Володимира Олександровича Фока, який запровадив це поняття у 1932 році.

## Виноски
1. ↑  V. Fock, Z. Phys. 75 (1932), 622-647